# Burg Hochstein
Die Reste der hochmittelalterlichen Burg Hochstein liegen westlich von Bissingen über dem Ortsteil Hochstein im Landkreis Dillingen an der Donau in Schwaben. Der Stammsitz der Herren von Hochstein ist heute bis auf Geländespuren und Felsabarbeitungen verschwunden. Die barocke Kapelle auf dem Burgplatz stammt aus dem 17. Jahrhundert.

## Geographische Lage
Der 40 Meter über dem Wildbachtal liegende Burgstall (480 m. ü. NN.) ist frei zugänglich.

## Geschichte

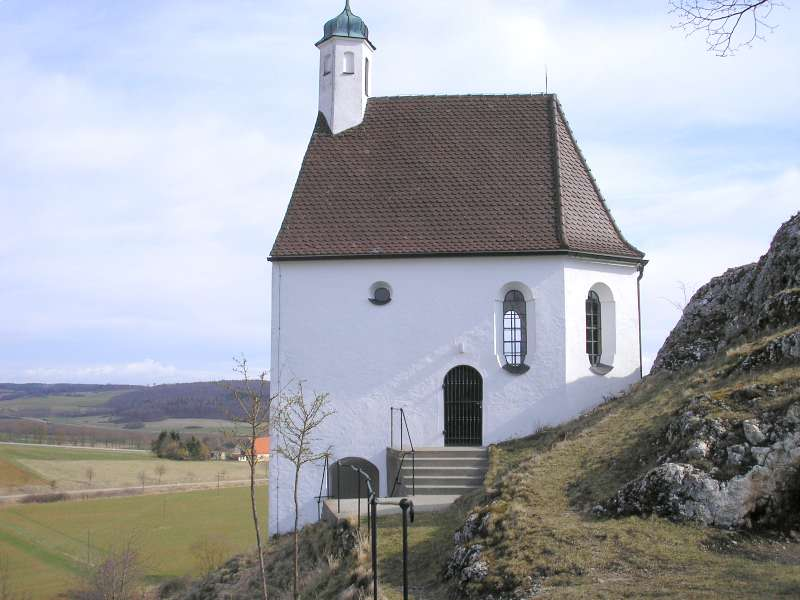
Die Kapelle vom Burgplateau

Die Hochsteiner waren Dienstmänner der edelfreien Herren von Hohenburg. Ein Utto von Hochstein wurde erstmals um 1140 erwähnt.
1267 saß bereits ein Zweig der Familie von Hohenburg auf der Veste.
Bereits 1271 gelangte die Herrschaft in den Besitz der mächtigen Grafen von Oettingen. Die Burg wurde an Dienstleute vergeben. 1410 saß etwa Jörg von Steinheim auf dem Hochstein.
1455 dürfte die Burg bereits unbewohnt gewesen sein. In diesem Jahr erwarb Hans Schenk von Schenkenstein  die Herrschaft.
Die Schenkensteiner erbauten sich um 1500 ein neues Schloss hinter dem Burgfelsen. Die alte Burganlage soll kurz zuvor abgebrannt sein.
Das Schloss wurde wahrscheinlich im Dreißigjährigen Krieg zerstört. Mitte des 17. Jahrhunderts erbaute man die St. Margareten-Kapelle auf dem Burgfelsen.

## Beschreibung
Der winkelförmige Burgfelsen ist bis zu 15 Meter hoch. Der Hauptburg auf dem Felsplateau war bergseitig eine geräumige Vorburg vorgelagert. Das Areal dieser Vorburg ist aber durch die heutige Überbauung stark verändert.
Ungefähr 10 Meter unter der Kernburg läuft eine Hangterrasse dreiseitig um den Felsen. Dieser Geländeabsatz ist nach Osten vorburgartig erweitert. Eine Erdrampe ermöglicht hier den Aufstieg zur Kapelle und zum Burgplateau.
Der Zugang zum Felsplateau ist seit dem 17. Jahrhundert mit der St.-Margareten-Kapelle überbaut. Der Durchgang ist korbbogig überwölbt, rechts daneben führen einige Treppenstufen zum Eingang der Kapelle. Der weiß gekalkte Sakralbau wird von einem Dachreiter über dem Giebel des Satteldaches bekrönt. Der Chor ist polygonal geschlossen und wird von schlanken Fensteröffnungen durchbrochen. Der zweisäulige Altar stammt aus der Bauzeit, an den Wänden hängen sieben Votivtafeln des 18. und 19. Jahrhunderts.